# Angelique Boyer
Monique Paulette Boyer Rousseau (Saint-Claude, 4. srpnja 1988.), poznatija kao Angelique Boyer, meksička je glumica i pjevačica.

## Rani život
Angelique Boyer rođena je 4. srpnja 1988. godine u Francuskoj. Godine 1990. s obitelji se seli u Meksiko. Kao vrlo mlada, a dijelom zahvaljujući pripremama Luisa de Llanoa, postala je članicom glazbene grupe Rabanitos Verdes (Male zelene rotkvice). Ubrzo nastavlja sa svojim snom da postane glumica. S četrnaest godina upisuje se na Centro de Educación Artística.

## Karijera
Dvije godine nakon CEA, Boyer je dobila ulogu u meksičkoj telenoveli Rebelde, koja postaje popularna diljem Latinske Amerike. U toj seriji, u kojoj je sudjelovala sve tri sezone, odigrala je ulogu Victorije (Vico) Paz, mlade i lijepe djevojke s obiteljskim problemima - majka koja izlazi s mlađim muškarcem i koja pokušava zavesti njezinog dečka; stariji brat koji izlazi s njezinom slatkom i bucmastom prijateljicom Celinom (Estefania Villareal), s kojom manipulira; i otac koji je redovito tuče.
Dok je snimala Rebelde, ona i još dvije kolegice sa snimanja - likovi Celina i Jose Lujan - osnovale su sastav Citricus (skraćenica: C3Q'S), koji je dobio naziv po voću Citrus. Tri djevojke snimile su samo jednu pjesmu - "No me importa" (Ne zanima me), koja je bila puštana tijekom posebnog koncerta u sapunici te koja je korištena kao soundtrack tijekom ostatka sapunice u scenama kad su likovi bili buntovni. Pjesma je postala omiljena među fanovima, no zasjenio ih je uspjeh grupe RBD, koju čine šest likova iz sapunice Rebelde, i koja se smatra najuspješnijom i najpopularnijom grupom izvođača u Latinskoj Americi.
Nakon Rebelde, Boyer je angažirana za "Bailando por la Boda de mis Sueños" (Ples za vjenčanje mojih snova), humanitarnu emisiju u kojoj su manje sretni natjecatelji upareni sa slavnim osobama kako bi prikupili novac za svoje vjenčanje iz snova. Angelique je osvanula na naslovnicama časopisa "H Para Hombres" (H za muškarce), i za meksičko izdanje časopisa "Maxim". Godine 2007. počela se redovito pojavljivati u TV seriji "Muchachitas como tu" (Djevojke poput tebe). 2009. godine pojavila se u seriji "Mujeres asesinas" kao nasilni ubojica, ulogom koja je svakako dobrodošla kao kontrast na 'dobre djevojke' koje obično utjelovljuje.
Godine 2010. prihvaća ulogu Terese Chavez, ambiciozne djevojke željne uspjeha. Glumila je uz Sebastijana Rullija i Aarona Diaza pod režiserskom palicom Josea Alberta Castra.
Njezin najnoviji televizijski projekt je telenovela Vrtlog života koja se snimala tijekom 2013. i 2014. godine. I u ovoj je seriji glumila zajedno sa Sebastijanom Rullijem. Inače, Vrtlog života je remake serija Bodas de odio i Amor real, a za režiju se pobrinula Angelli Nesma Medina.

## Filmografija

### Uloge u telenovelama
- - Corazones al límite - Anette (2004.)
  - Rebelde - Victoria "Vico" Paz (2004. – 2006.)
  - Muchachitas como tu - Margarita (2007.)
  - Alma De Hierro - Sandra "Sandy" Hierro (2008. – 2009.)
  - Mujeres asesinas - Soledad (2009.)
  - Corazón salvaje - Jimena / Estrella (2009. – 2010.)
  - Teresa - Teresa (2010.)
  - Abismo de pasion - Elisa Castanon Bouvier (2012.)
  - Vrtlog života - Montserrat Mendoza (2013. – 2014.)

### Filmske uloge
- - J-ok'el - Francuskinja (2007.)

## Vanjske poveznice
Angelique Boyer na Internet movie database